# Algernon Kingscote
Algernon Robert Fitzhardinge Kingscote, né le 3 décembre 1888 à Bangalore (Raj britannique) et décédé le 21 décembre 1964 à Woking (Royaume-Uni), est un joueur de tennis britannique. Il a remporté l'Open d'Australie en 1919.

## Palmarès (partiel)

### Titres en simple messieurs
| No | Date       | Nom et lieu du tournoi             | Catégorie | Surface      | Finaliste    | Score              |  |
| -- | ---------- | ---------------------------------- | --------- | ------------ | ------------ | ------------------ |  |
| 1  | 19-01-1919 | Australasian Championships, Sydney | G. Chelem | Gazon (ext.) | Eric Pockley | 6-4, 6-0, 6-3      |  |
| 2  | 1924       | Tournoi de tennis du Queen's       |           | NC           | Arthur Lowe  | 3-6, 8-6, 6-3, 6-2 |  |

### Finale en simple messieurs
| No | Date | Nom et lieu du tournoi           | Catégorie | Surface | Vainqueur   | Score             |  |
| -- | ---- | -------------------------------- | --------- | ------- | ----------- | ----------------- |  |
| 1  | 1921 | Tournoi de tennis de Monte-Carlo |           | NC      | Gordon Lowe | 6-1, 0-6, 6-4,6-2 |  |

### Finale en double messieurs
| No | Date       | Nom et lieu du tournoi      | Catégorie | Surface      | Vainqueurs                     | Partenaire | Score              |  |
| -- | ---------- | --------------------------- | --------- | ------------ | ------------------------------ | ---------- | ------------------ |  |
| 1  | 21-06-1920 | The Championships Wimbledon | G. Chelem | Gazon (ext.) | Richard Norris Charles Garland |            | 4-6, 6-4, 7-5, 6-2 |  |